# Margaret Dingeldein
Margaret Dingeldein (Merced, 30 de maio de 1980) é uma jogadora de polo aquático estadunidense, medalhista olímpica e campeã pan-americana

## Carreira
Margaret Dingeldein fez parte do elenco medalha de bronze em Atenas 2004.